# おはよう!三重
おはよう!三重（おはよう!みえ）は、1996年8月1日から2008年3月31日まで、三重テレビで月～金曜の7:00～8:00  に放送されていた、三重ローカルの生番組である。なお、番組最終回までの数年間はハイビジョン制作であった。

## 構成
三重県内のニュース・天気予報を始め、三重県内の話題を伝えていた（県知事など、県首脳の当日の予定も）。
全曜日通しのコーナーとして、三重県内の保育所から伝える「エムっとくんダンス」のコーナーがあった。
またこの番組では、7:41ごろ(のち7:35ごろ)から約6分間、東京麹町のTOKYO MXから「TOKYOモーニングサプリ」の1コーナーである「芸能サプリ」の部分が、同時ネットで放送されていた（祝日はMXからの同時ネットが休止になるため、三重テレビから別のコーナーを放送した）。
番組内で放送されていた「速報!Fishing Point」は番組終了後、独立番組として放送されている。

## 出演者

### 最終回までの出演者
- 月曜 鶴田美也子・高田望央
- 火曜 小畑美奈子・日吉絵理
- 水曜 二之宮千華子・中西麻起
- 木曜 高畠久美・中西麻起
- 金曜 長谷川巧・高田望央
- 芸能サプリ TOKYO MXアナウンサー（小泉恵未（月～木）、田野辺実鈴（金曜））

### 過去の出演者
- 伊藤伸子
- 野田美奈子
- 廣田梅花
- 立花亜季
- 水谷知恵
- 内藤さおり
- 向ますみ
- 加藤亜希子
- 浦陽子

## 備考
- 番組内でスポーツニュースを伝える際、ネットワークを持たない関係で、基本的に中日スポーツに掲載される関連する記事を使用していた。但し映像が手に入る場合は、映像を使用していた[3]。
- 年末年始は他局と同様に特別編成となるため番組は放送されず、別の番組に差し替えられていた。
- 開始初期はこの番組が平日最初の番組だった（つまり、当時の三重テレビは7:00放送開始だった）。
- 2006年2月14日は、2006年トリノオリンピック中継を放送した関係で7:30からの放送となったが、開始後5分で通常通り芸能サプリを東京からネットした。つまり、五輪の供給元TBSからのネットを終えた約5分後に東京MXからのネットに切り替わったことになる。
- 番組最終回までの数年間は、番組の最初から最後まで上記の出演者（最終回までの出演者）が画面に登場して会話をしながら進行していたが、それまでは女性司会者が一人で進行して、もう一人は天気予報担当であったために二人がそろって画面に登場するのは番組の最初と最後以外はなかった。